# Сны о России (фильм)
«Сны о России» (яп. おろしや国酔夢譚 О-Росия-коку суйму-тан) — японо-российский историко-приключенческий художественный фильм, экранизация одноимённого исторического романа японского писателя Ясуси Иноуэ.

## Сюжет

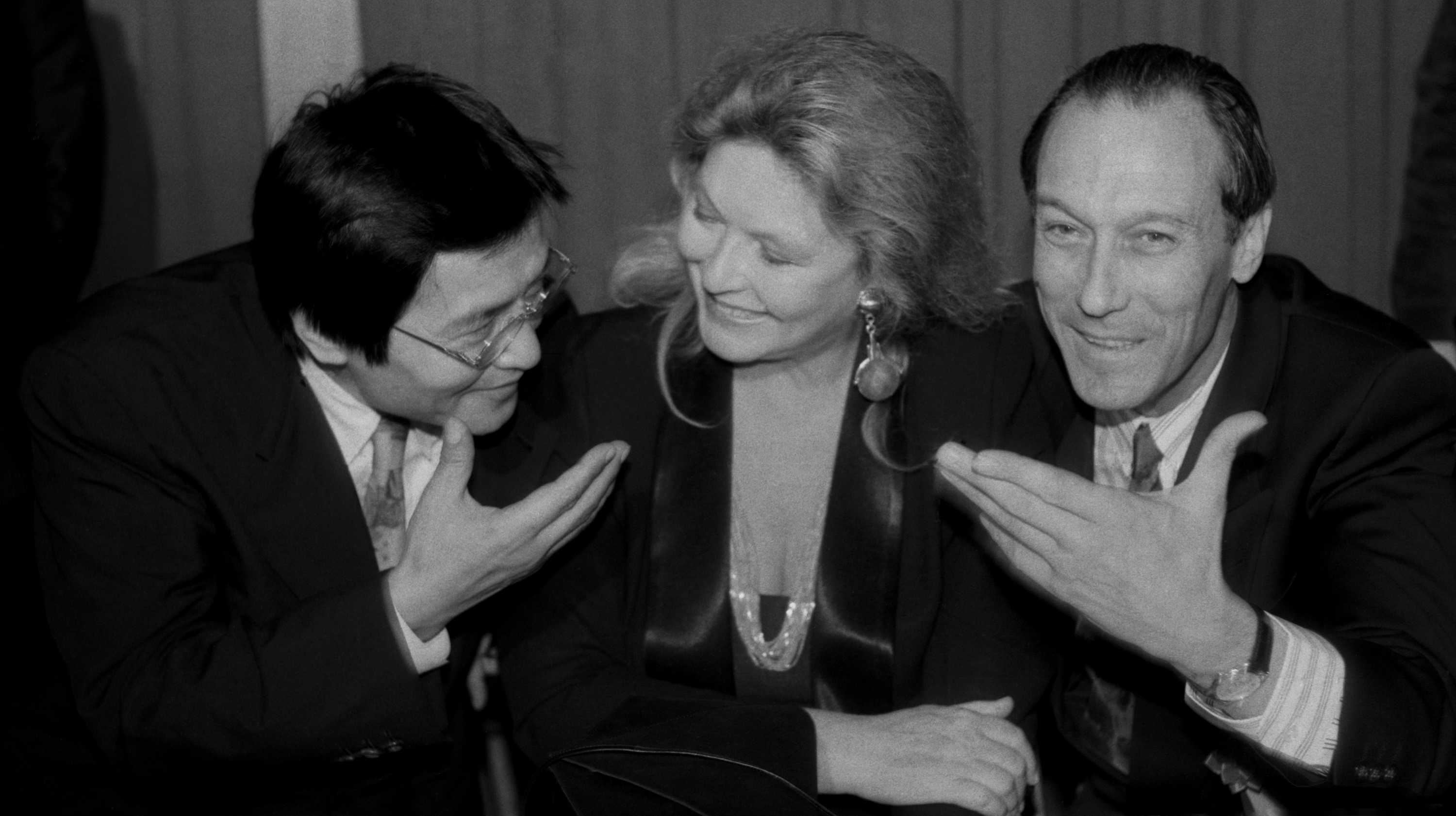
К. Огата, М. Влади и О. Янковский на пресс-конференции по случаю выхода фильма, 4 мая 1992 года

Фильм рассказывает о реальных исторических событиях в межгосударственных отношениях Российской империи времени Екатерины II и Японии времени сёгуната Токугава, произошедших в 1780-х — 1790-х годах.
В 1782 году японский корабль «Синсё-мару» капитана Дайкокуя Кодаю (Огата) с экипажем из 16 матросов попал в бурю. Морякам пришлось срубить мачту, и судно после двухсотдневного дрейфа прибило к российскому берегу в районе Алеутских островов. Далее японцев ждали почти девятилетние скитания по Российской империи в надежде вернуться на родину.
Вместе с русскими торговцами пушниной они строят корабль и успешно переплывают с Алеутских островов на материк. Добравшись до Охотска, они сталкиваются с новой проблемой: местная русская администрация оказывает им помощь и предоставляет временное жильё, но не может самостоятельно решить вопрос об их возвращении в Японию, так как для этого требуется санкция иркутского губернатора. Японцам объясняют, что направление письма иркутским властям и получение ответа займёт около года. Раздосадованные японцы решают самостоятельно добраться до Иркутска. Путь занимает несколько месяцев, в ходе её японцы переживут сибирскую зиму, которую сочтут настоящим адом. Прибытие в Иркутск не решает проблему: пост губернатора временно вакантен и прошение японских моряков переслано в Петербург, региональные власти могут лишь устроить японцев в Иркутске учителями японского языка, но не вернуть их на родину. В Иркутске японские моряки знакомятся с российским учёным и путешественником, академиком Петербургской академии наук Кириллом Лаксманом, который принимает деятельное участие в их возвращении в Японию. Лаксман привозит капитана Дайкокуя Кодаю в Санкт-Петербург в надежде добиться аудиенции у императрицы Екатерины II. Японские моряки, провожая капитана, слабо верят в успех (это всё равно, что в Японии попытаться встретиться с сёгуном). В Петербурге Лаксман устраивает капитану аудиенцию у вице-канцлера А. А. Безбородко, ведёт консультации с ним и графом А. Р. Воронцовым. Помощь японцу также оказывают влиятельные при дворе садовник и фрейлина Екатерины II. Некоторое время спустя японский капитан удостаивается аудиенции русской императрицы. Дайкокуя Кодаю умоляет её вернуть его на родину. Екатерина II дозволяет это, и в 1792 году к берегам Японии снаряжается экспедиция. На русском военном корабле лишь три японских моряка возвращаются на родину (ещё двое пожелали остаться в Иркутске, остальные погибли). Японские власти принимают русское посольство без враждебности, но и без особого энтузиазма: в Японии царит политика самоизоляции. Японцы дают разрешение на заход одного русского судна в Нагасаки, где и высаживаются японские моряки. Один из японцев вскоре умирает, находясь в Эдзо (на Хоккайдо). Друзья успевают сказать ему, что он умирает на японской земле, на которую всё-таки сумел вернуться. Вернувшиеся на Родину японцы снова оказываются на волоске от смерти — по законам того времени они должны были быть казнены, потому что оказались за границей. Не имеет никакого значения, что они попали за границу не по своей воле, а по воле волн и течений. Лишь по особому приказу сёгуна Токугавы Иэнари они были помилованы.
В завершении фильма голос за кадром сообщает, что деятельность Кирилла Лаксмана и Дайкокуя Кодаю сыграла значительную роль в развитии связей России и Японии и способствовала установлению дипломатических отношений между этими странами.

## В ролях
| Актёр               | Роль                                                                 |
| ------------------- | -------------------------------------------------------------------- |
| Кэн Огата           | Дайкокуя Кодаю, капитан японского корабля                            |
| Тосиюки Нисида      | Ацудзо, штурман                                                      |
| Нобору Митани       | Кудзаэмон                                                            |
| Тору Эмори          | Мацудайра Саданобу                                                   |
| Хироюки Окита       | Синдзо                                                               |
| Такудзо Каватани    |                                                                      |
| Марина Влади        | Императрица Екатерина II                                             |
| Олег Янковский      | Кирилл Лаксман, академик Петербургской АН                            |
| Евгений Евстигнеев  | Буш, придворный садовник Екатерины II                                |
| Елена Аржаник       | Софья Ивановна Буш, придворная дама Екатерины II                     |
| Юрий Соломин        | Граф Александр Андреевич Безбородко, вице-канцлер Российской империи |
| Виталий Соломин     | Шелехов, иркутский дворянин                                          |
| Виктор Степанов     | Яков Иванович Невидимов, приказчик купца — торговца пушниной         |
| Анастасия Немоляева | Татьяна, иркутянка                                                   |
| Татьяна Бедова      |                                                                      |
| Анатолий Скорякин   |                                                                      |
| Владимир Ерёмин     | Граф Александр Романович Воронцов                                    |
| Сергей Степанченко  | Борис, слуга Невидимова                                              |
| Виктор Смирнов      | Иосиф                                                                |
| Александр Блок      |                                                                      |
| Сергей Паршин       | русский морской офицер                                               |
| Борис Клюев         | русский морской офицер                                               |
| Михаил Годин        | горожанин                                                            |
| Павел Корнаков      |                                                                      |
| Владимир Наумов     |                                                                      |
| Игорь Тарадайкин    | закадровый текст                                                     |